# La Pyramide du dieu Soleil
Pour la version française, voir Les Mercenaires du Rio Grande.
Pour plus de détails, voir Fiche technique et Distribution.
La Pyramide du dieu Soleil (Die Pyramide des Sonnengottes) est un film franco-italo-allemand de Robert Siodmak sorti en 1965. 
Il fait suite au Trésor des Aztèques, sorti un mois plus tôt avec les mêmes équipes artistiques et techniques. Les deux volets, adaptés des romans de l'écrivain allemand Karl May, ont été compilés pour la sortie française en 1966 sous le titre Les Mercenaires du Rio Grande. 

## Synopsis
L'Aztèque Flathouani et sa protégée, la princesse Karja, trouvent le Dr. Sternau inconscient devant l'entrée de la grotte du trésor. Sternau est tombé de la falaise dans la bagarre avec le bandit Verdoja. Karja soigne Sternau. Dans des moments, il reconnaît la grotte où se trouve le trésor des Aztèques. Ses amis Andreas Hasenpfeffer, le lieutenant Potoca et Frank Wilson sont à sa recherche pour le libérer des Indiens et le ramener à l'Hacienda del Erina.
Le capitaine Verdoja propose son aide au maréchal Bazaine dans la lutte contre les rebelles mexicains. Verdoja rencontre dans l'antichambre du maréchal l'intrigante Josefa, qui veut toujours marier son amant, le comte Rodriganda, avec Karja, afin de mettre la main sur le trésor des Aztèques. Frank Wilson et André Hasenpfeffer empêchent ce mariage.
Verdoja tente de piller l'hacienda. Mais n'y parvenant pas, ses hommes prennent la fuite, Verdoja est fait prisonnier. Avec l'aide de Josefa, il parvient à s'échapper. Peu de temps après, l'hacienda est de nouveau attaquée. Hasenpfeffer, Wilson et aussi Sternau sont pris et amenés là où se trouverait la grotte du trésor. Ils sont torturés par Rodriganda pour avouer. Durant un incendie, Wilson parvient à enlever ses liens et saute sur Verdoja qui le blesse aux yeux. Sternau le récupère, ils profitent de l'occasion pour s'enfuir. De retour à l'hacienda avec des hommes, ils libèrent ceux qui y sont séquestrés.
Le capitaine Verdoja se débarrasse de Josefa et va avec ses hommes vers la grotte du trésor aztèque, où le comte Rodriganda a été tué par Flathouani. Quand les bandits pénètrent dans la grotte, ils se jettent avec avidité sur l'or. Flathouani déclenche un mécanisme secret qui fait s'écouler la lave dans la grotte et qui ensevelit les bandits et le trésor.

## Fiche technique
- Titre original : Die Pyramide des Sonnengottes
- Titres français : La Pyramide du dieu Soleil / Les Mercenaires du Rio Grande
- Titres italiens : La piramide del dio Sole / I violenti di Rio Bravo
- Réalisation : Robert Siodmak, assisté de Stevan Petrovic
- Scénario : Georg Marischka, Ladislas Fodor, Robert Adolf Stemmle d'après Waldröschen oder Die Rächerjagd rund um die Erde (1882) de Karl May
- Musique : Erwin Halletz
- Direction artistique : Herta Hareiter, Kosta Krivokapic, Otto Pischinger
- Costumes : Edith Almoslino
- Photographie : Siegfried Hold
- Son : Erhard Schulze
- Montage : Walter Wischniewsky
- Production : Artur Brauner
- Sociétés de production : CCC-Filmkunst, Franco London Films, Serena Film
- Sociétés de distribution : Omnia Deutsche Film Export, Gloria Film (Allemagne), Dicifrance (France)
- Pays d'origine :  Allemagne de l'Ouest /  France /  Italie
- Langue : allemand
- Format : Couleur - 35 mm - 2,35:1 - Mono
- Genre : Film d'aventures
- Durée : 102 minutes (1h42)
- Dates de sortie :
  - Allemagne de l'Ouest : 17 avril 1965
  - France : 3 août 1966 (Les Mercenaires du Rio Grande)
  - Italie : 30 mars 1967 (I violenti di Rio Bravo)

## Distribution
- Lex Barker : Dr. Karl Sternau
- Rik Battaglia : le capitaine Lazoro Verdoja
- Michèle Girardon : Josefa
- Gérard Barray : le comte Alfonso di Rodriganda y Sevilla
- Teresa Lorca : Karja
- Kelo Henderson (en) : Frank Wilson
- Ralf Wolter : Andreas Hasenpfeffer
- Gustavo Rojo : le lieutenant Potoca
- Hans Nielsen : Don Pedro Arbellez
- Alessandra Panaro : Rosita Arbellez
- Friedrich von Ledebur : Don Fernando
- Jean-Roger Caussimon : le maréchal Bazaine
- Fausto Tozzi : Benito Juárez
- Jeff Corey : Abraham Lincoln